# 기본적 결함
기본적 결함 이론(Basic Fault Theory) 혹은 기저 결손 혹은 기본적 오류는 마이클 발린트(Michael Balint)가 창안하였다. 대상관계(objec relations) 형성과 관련하여, 유년기 초기부터 미해결된 의존(dependency) 문제로 인하여 건강한 관계를 형성하지 못하는 것과 관련되어 있다. 개인이 가지고 있는 심리적인 욕구와, 이에 대응하여 가까운 사람으로부터 돌봄받지 못하였거나 부정적인 돌봄을 받은 것 사이에서 발생한 간극을 조정하지 못하는 문제를 해결하기 위한 것이다. 이론의 핵심 요소는 의사와 환자 사이의 관계이다. 이는 의사가 기본적 오류 문제를 악화하든지 혹은 환자가 이를 제거하는데 도움을 준다. 발린트는 환자들 대부분이 유년기에서부터 돌봄과 양육이 결여된 채 자라왔기에, 의사는 환자에게 "심리적 모성 양호(psychological mothering)"를 수행하고 돌봄관계(care relationship)를 재구축하는 것처럼 행동해야 한다고 하였다.

## 배경
발린트는 1896년 12월 3일, 헝가리(Hungary) 부다페스트(Budapest)에서 태어났다. 발린트는 개업 정신분석학자로서 대상관계이론(object relations theory)을 지지하였더. 발린트는 1950년대에 정신분석학자로서 많은 성장을 보였다. 그의 동료들은 '대상관계', 클라인학파 정신분석학(Kleinian psyhoanalysis), 애착이론(attachment theory)과 같은 개념들을 만들었다.
발린트는 1919년 최초의 정신분석학 교수들 중 한 명인 산도르 페렌치(Sandor Ferenczi)의 학생이었다. 페렌치와 함께 발린트는 정신분석학 훈련에 들어갔다. 또한 어린 학생이었을 때, 알리스 세켈리-코바치(Alice Szekely-Kovacs)에 의하여 지그문트 프로이트를 접하면서 발린트는 정신분석학에 대한 흥미를 발전시켰다. 정신분석학에 대한 흥미는 발린트로 하여금 치료 과정에서 의사-환자 관계의 중요성을 분석하게 하였다. 1923년, 발린트는 정신분석학을 이용하여 일반가정의(General Practitioners)의 이점에 대한 글을 발표하였다. 또한 발린트는 '영아기 초기 개인별 행동 차이(Individual Differences of Behaviour in Early Infancy)'라는 제목의 의학박사논문을 작성하여 학위를 수여하였다. 이를 통해 발린트는 자신만의 대상이론을 만들었다.
일반가정의가 따라야 한다고 발린트가 제안한 프로그램은 개인의 정신세계는 연관된 사람과 직접 소통할 때 가장 잘 드러난다는 것이다. 잠재되어 있는 정신건강 문제는 환자와 의사의 협조와 함께 탐색되어야 한다는 것이다. 또란 발린트는 정신건강 전문의들이 스스로 의사라는 인식으로 인하여 일반 대중이 환자를 돕는 것보다 더 많은 지식을 갖추고 있고 뛰어나다고만 생각한다면 관계는 그다지 효과적잊 못할 것이라고도 주장하였다. 이는 치료에 있어서 소통 채널을 방해할 것이라고 하였다. 발린트는 지위나 직업과 같은 장벽이 불필요한 건 아니지만, 의사와 환자 사이에 건강하고 편견이 개입되어 있지 않으며 우호적인 관계를 맺어야 한다는 것의 중요성을 강조하였다. 발린트는 치료에서 가장 중요한 것은 환자가 분석가를 대하는 단계라고 주장하였다. 환자와의 관계를 발전시켜 환자들을 해하고 있거나 결함(fault)을 유발하고 있는 것을 발견하기 위하여, 정신분석가는 환자의 미묘한 메시지나 비언어적 단서들을 민감하게 포착해야 한다.

## 이론적 모델

### 이론
기본적 결함은 마이클 발린트가 고안한 이론으로, 모든 인간의 기본적 결함은 유년기에 원인이 있다고 말한다. 특히 유년기에 발생한 부정적인 사건이나 트라우마로 인하여, 성인이 되어 어떤 물체에 집착하거나 강렬하거나 때론 압도하는 듯한 감정을 느낀다거나 스트레스 대처 능력이 떨어진다거나 하게 된다. 이는 정신분석학적 이론과 관련되어 있으며 이 이론 분야에서는 개선의 시발점이 된다.
사람의 마음(human mind)은 생물적 본능(biological drives)과 갈등으로 구성되며, 변동이 상당하다. 발린트는 사람들이 성장 단계에서 마주하게 될 결함은 타고나는 것도 아니며 하나의 갈등에서 유래하는 것도 아니라고 하였다. 결함은 마음에 놓여있으며 균형을 회복하기 위해선 바로잡아야 하는 것이다. 문제를 일으키는 결함은 삶에서 거의 존재하지 않는 무언가로부터 나올 수 있다. 이렇게 하여 기본적 결함으로 발전하게 되면 이를 치유해야 하는데, 환자에게 결핍되어 있는 것을 제공함으로써 치유할 수 있다고 한다. 발린트는 몇몇 환자에게는 그것이 완벽하게 치유하지 못할 뿐더러, 미미하거나 고통이 수반되지 않는 상처를 남길 수 있다고 말한다. 또한 기본적 결함은 반드시 마음 안에 위치하는 것이 아니며, 환자의 정신생물학적 구조(psychobiological structure) 전체로 연결될 수 있다. 이는 성격장애(character disorders)나 심신증(psychosomatic illnesses, 혹은 심인성질환) 등과 같은 더 흔한 정신건강상의 문제를 일으킬 수 있음을 의미한다. 이와 유사하게, 발린트는 기본적 결함이 환자의 유년기 초기에서의 어긋남/간극(discrepancy)으로 인하여 생성된 것이자, 유년기 환자의 생체심리적 욕구(biopsychological needs)와 이를 충족시켜줄 양육자의 돌봄(care) 사이에 존재하는 간극에서 발생하는 문제라고 설명하면서, 양육자의 보살핌(attention)과 애착(affection)이 이를 가능하게 한다고 보았다. 양육자의 돌봄이 적당하지 못하면 결핍(deficiency)이 되고 결국엔 기본적 결함이 된다.
발린트는 기본적 결함 단계(basic-fault level)에서 아동이 노출된 관계들의 형태는 2인 관계(two-person relationships)라고 말한다. 이는 긍정적이거나 부정적인 관계이며 매우 중요하다. 이 관계는 원초적 대상관계(primary object relationship) 혹은 원초적 사랑(primary love)과 관련되어 있어 매우 중요하다고 설명하며, 제3자의 개입은 방해가 될 수 있어서 영아가 이를 불필요한 긴장으로 여길 수도 있다. 또한 일차적 양육자(primary care-giver)에게 느끼는 만족감과 좌절감의 구별이 있다. 대상이 잘 맞음(fitting in)과 관련된 타인에 대한 만족감은, 이것이 성과가 있을 경우 평온감을 자아낼 수 있다. 스펙트럼의 반대편의 경우, 좌절감의 가능성이 있다. 이는 그 사람에게 있어 대상의 잘 맞지 않음(ill-fitting in)이며, 매우 강렬하고도 뚜렷한 증상을 야기할 수 있다.
발린트는 이후의 저작 『친숙한 광야 - 끔찍한 빈 공간(Friendly expanses – horrid empty spaces)』에서 이러한 개념들을 확장하였다. 여기서 발린트는 '오크노필리아(ocnophilia, 대상에 가까이 있어야 안정되기에 빈 공간을 두려워하는 증상)'와 '필로바티즘(philobatism, 대상이 가까이 있는 것이 두려우며 빈 공간에 있어야 안정을 찾는 것)'이라는 신조어를 만들고, 이 두 가지 '기본적' 방어기제(basic defensive mechanisms) 개념을 새로 고안하였다. 오크노필리아는 빈 공간을 피하기 위하여 영아가 양육자 등의 대상에 집착하기 시작할 때 발생한다. 필로바티즘은 공간에서 안정감을 느끼지만 대상들은 위협적일 수 있는 것을 말한다.
발린트는 발달 단계에서 정신 장애를 불러오는 것은 갈등(conflict)이 아니라 결함(deficit)이라는 것을 제안하였는데, 이러한 발린트의 관점은 동시대 정신분석가들의 그것과는 차이가 있었다. 그것은 이전에 발생한 갈등이 아니라, 양육자와 영아 간의 잘 맞지 않는 관계(ill-fitting relationship)인 것이다. 양육자가 아이를 돌보는 것에 있어서 충분하지 못하고 결핍된 것이 많으며 무계획적이고 지나치게 걱정이 많거나 과잉보호를 보이거나 거칠고 엄격하며 매우 변덕스럽고 시의적절치 못하거나 지나치게 자극적이거나 잘 모르거나 무관심하면, 영아의 발달에 좋지 못하게 된다.

### 적용
발린트는 당시 정신분석가들이 이용한 보다 엄격한 기법들은 모든 유형의 환자를 도울 수 없을 거라고 하였는데, 이들은 삶의 중대 사건들을 해석하는 것에 지나치게 의존하였기 때문이다. 발린트는 발달 단계에서의 오이디푸스기(Oedipal period of development)에서 발생한 갈등으로 인한 후유증을 앓고 있는 환자들에게는 이런 기법들이 유용하지만, 오늘날 기준으로 인격장애(personality disorder)로 분류되는 훨씬 심각한 장애를 가진 환자들은 기본적 결함이라는 근본적인 장애를 앓고 있으며, 해석은 줄이고 돌봄을 늘리는 방식으로 치료 받아야 한다고 주장하였다. 발린트 이론 대부분은 자신이 치료한 환자들과의 경험을 바탕으로 이뤄졌어. 그는 많은 환자들이 자기에게 문제가 있다는 걸 감지할 때를 묘사하면서, '결함(fault)'이라는 말을 자주 쓰는 것을 발견하였다. 발린트는 지질학적 은유를 사용하여 결함을 묘사하였다. 발린트는 '지질학에선 fault(단층)라는 단어는 일반적인 환경에서는 숨겨져 있는 갑자기 등장한 불규칙성을 묘사할 때 사용되며, 긴장과 스트레스가 발생하면 이는 전반적 구조를 왜곡하는 단절을 가져올 것이다'라고 하였다. 발린트는 이러한 결함들이 전오이디푸스(pre-Oedipal)과 말하기 전(pre-verbal)과 같은 초기 발달 단계에 형성되며, 퇴행 상태(regressed states)에서 대부분 결함 상태에 이르게 된다고 본다. 퇴행(regression)에 대하여서, 발린트는 양성과 악성으로 나눴다. 양성 퇴행(benign regression)은 환자가 어린아이들과 비슷하게 타인을 잘 믿어서, 이것이 창조성과 새로운 시작을 일군다. 반면, 악성 퇴행(malignant regression)의 경우, 환자가 만족감을 느끼게 하고자 분석가들이 돌봐주는 것을 이용하여, 환자는 성장과 자기발견(self-discovery)의 기회가 아니라, 점차 더 요구하는 성향으로 바뀌게 된다. 치료에서의 퇴행 부분에서의 중요 부분은 분석가가 너무 많이 해석하지 않는다는 것을 확신시켜준다는 것이다. 분석가의 많은 분석은 클라인학파 방식으로, 발린트는 이런 방식이 환자를 작게 느끼도록 하여, 온코필리아(oncophilia, 집착clinginess) 혹은 악성 퇴행까지도 자극한다고 발린트는 말하였다.
기본적 결함 지대(basic fault zone)를 벗어나기 위하여서는, 환자는 의사의 도움을 받아 '심리적 모성적 양호(psychological mothering)'를 받아야 한다. 환자가 트라우마적 상황(traumatic situation)을 피하는 것도 필수적이다. 이전에는 회피하였던 욕구에 대하여서 대용품을 통하여 만족시켰던 방식을 벗어나 욕구의 존재를 인정할 경우, 과거로의 퇴행은 트라우마를 일으킬 수 있다. 따라서 원초적 사랑이나 돌봄관계를 재구축하고 과거 트라우마의 기본적 결함을 드러내는 것은 기본적 결함을 치유하는 첫걸음이 된다. 발린트는 환자가 더 이상 강박적으로 대상 관계에 집착하지 않을 때에 기본적 결함이 사라졌다고 본다.
또한 발린트는 분석가가 사용하는 '전략(tactics)'을 환자가 이해할 수 있다고 본다. 환자는 분석가의 행동을 시연할 능력을 가지고 있다. 이는 발린트가 텔레파시(telepathy) 혹은 예지력(clairvoyance)일 수도 있다고 언급하였다. 분석가가 이를 인정하지 못하거나 고뇌 반응이 없는 형태로 대응한다면, 오이디포스 단계에서 보이는 비난을 하게 될 것이다. 대신, 공허감이나 상실감이 느껴진다.
게다가 환자의 이런 능력을 인지하지 못하면, 박해불안(persecutory anxiety)으로 나타날 수 있다고 발린트는 말하였다. 환자는 좋은 일이 일어날 수 있다는 것을 인정하면서도 우연하게 일어난 것이라고만 인정하고, 나쁜 환경 때문에 잇달아 좌절감을 맛보게 된다고만 생각한다. 발린트는 기본적 결함을 앓는 환자는 자신과 화해하고 자신의 삶과 함께 잘 지내려고 노력하면서도, 여러 가지 고통을 경험하게 되고 호전적으로 행동한다고 하였다.

## 비판
일부에서는 퇴행에 관한 발린트의 주장은 수정이 필요하며, 결함 모델(deficit model)과 갈등 모델(conflictual model)이 서로 경합한다고 할 수는 없다고 주장한다. 발린트는 자신의 기본적 결함 이론이 클라인학파의 이론에 비하면 갈등을 수반하는 것이 아니라고 강조하였다. 그러나 개인의 욕구(desire)는 개인들이 만들어내고 대처하지 못하는, 그래서 본질적으로 갈등대립할 수 밖에 없는 강력한 불안과 관련되어 있기에, 바로 이러한 기본적 결함의 특성은 갈등대립적 요소를 시사한다. 환자는 자신의 욕구가 채워지길 바라면서도 욕구를 채우기 위해 하는 행동에 의해 발생할 일들을 두려워하는 것 사이에서 투쟁하게 된다.
또한, 발린트의 치료 방식으로는, 기본적 결함 하나가 환자의 모든 관계 전략에 있어서의 실패를 의미하기에, 환자는 분석가를 끊임없이 시험할 터이며, 따라서 분석가는 환자의 신뢰를 얻기 위하여 자신의 진정성을 입증해야 한다. 그러나 티료사는 자신의 진정성을 계속 입증할 필요가 없기에, 좋은 것이라 할 수는 없다. 일부에서는 환자의 말을 잘 들어주는 것을 통하여 증명해 보일 수 있으며, 또한 그것이 치료사의 본업이라고 말한다. 따라서 치료사-환자 관계는 환자에게 있어 실생활의 대인관계와는 다르며, 따라서 다른 방식으로 치료되어야 한다.